# Rollo & King
Rollo & King – duński zespół muzyczny grający muzykę pop założony w 2000 roku przez Sørena Poppe’a i Stefana Nielsena; reprezentant Danii w 46. Konkursie Piosenki Eurowizji w 2001 roku.

## Historia zespołu
Zespół został założony w 2000 roku przez Sørena Poppe’a i Stefana Nielsena, a nazwa grupy nawiązuje do imion ich psów. Pod koniec roku ukazała się ich debiutancka płyta zatytułowana Midt i en løbetid, która dotarła do 15. miejsca listy najczęściej kupowanych albumów w kraju. Krążek promowały single „Dyt i bamsen”, „Ved du hvad hun sagde” i „Er du til noget?”.
W 2001 roku duet został zaproszony przez duńską telewizję Danmarks Radio do udziału w krajowych eliminacjach eurowizyjnych Dansk Melodi Grand Prix. Wokaliści zgłosili się do udziału w selekcjach z utworem „Der står et billede af dig på mit bord”, który nagrali we współpracy z Signe Svendsen. 17 lutego wystąpili w koncercie finałowym z anglojęzyczną wersją swojej propozycji („Never Ever Let You Go”) i zdobyli największe poparcie jurorów i telewidzów, dzięki czemu zajęli pierwsze miejsce i zostali wybrani na reprezentantów Danii, gospodarza 46. Konkursu Piosenki Eurowizji organizowanego w Kopenhadze. W marcu utwór zadebiutował na pierwszym miejscu duńskiej listy przebojów. 12 maja muzycy wystąpili w finale widowiska, w którym ostatecznie zajęli drugie miejsce z wynikiem 177 punktów na koncie, w tym m.in. z maksymalnymi notami 12 punktów od Islandii, Norwegii, Chorwacji, Irlandii, Niemiec i Estonii. Po udziale w konkursie duet wydał swój drugi album studyjny zatytułowany Det nye kuld, na którym znalazła się m.in. ich eurowizyjna propozycja w duńskiej i angielskiej wersji językowej, a także single „Søndagsbasser med birkes”, „Kvinder & mænd som os” i „Dobbermann”.
W 2002 roku Søren Poppe i Stefan Nielsen zakończyli współpracę i skupili się na karierach solowych.

## Dyskografia

### Albumy studyjne
- Midt i en løbetid (2000)
- Det nye kuld (2001)

### Single
- 2000 – „Dyt i bamsen”
- 2000 – „Ved du hvad hun sagde”
- 2000 – „Er du til noget?”
- 2001 – „Der står et billede af dig på mit bord”/„Never Ever Let You Go”
- 2001 – „Søndagsbasser med birkes”
- 2001 – „Kvinder & mænd som os”
- 2001 – „Dobbermann”